# Dune: la batalla de Corrin
Dune: La Batalla de Corrin es una novela de ciencia ficción original de Brian Herbert y Kevin J. Anderson, la tercera en la trilogía Leyendas de Dune, preludio de la saga de Dune de Frank Herbert ambientado en la época de la Yihad Butleriana contra las máquinas pensantes. En esta conclusión de la trilogía Leyendas de Dune, diferentes tramas iniciadas en las anteriores novelas conducen al establecimiento del entorno político y social presentado en la saga original. Brian Herbert y Kevin J. Anderson afirman que sus novelas se basan en notas dejadas por Frank Herbert antes de su muerte..

## Sinopsis
Los acontecimientos de la novela tienen lugar un siglo después del inicio de la Yihad Butleriana, y están divididos en dos partes. La primera parte se data alrededor del año 108 B.G. y narra la guerra biológica lanzada por las máquinas pensantes contra los humanos. En la segunda parte de la novela, datada en el anterior año 88 B.G. se narran los acontecimientos posteriores a la «Gran Purga», que conducirán a la Batalla de Corrin. 

### Contexto
Tras la muerte de Serena Butler se sucede una revigorización de la Yihad, y los años más cruentos de la lucha contra las máquinas. La Liga de los Nobles vislumbra con esperanza el fin de la guerra contra Omnius. Vorian Atreides es el comandante supremo de las fuerzas militares de la Yihad, después del sacrificio de Xavier Harkonnen, a quien el Consejo de la Yihad ha tachado de traidor por el asesinato del anterior Patriarca de la Yihad Iblis Ginjo.

### Trama
Omnius y Erasmo cuentan con dos aliados humanos: Yorek Thurr, antiguo jefe de la Yipol huido de la Yihad y Rekur Van, bioingeniero y genetista tlulaxa capturado por Erasmo. Yorek Thurr pergeña un plan para atacar a la Liga de los Nobles mediante una enfermedad contagiosa que merme sus fuerzas y colapse su estructura sociopolítica. Rekur Van es el encargado de desarrollar el retrovirus con el que atacar a la humanidad. Mientras tanto, Omnius ataca la base de los Titanes en Richesse, ataque rechazado por los cimeks durante el cual escapa el robot Seurat, prisionero de los titanes. La torpeza de Beowulf, dañado tras el ataque a Zufa Cenva y Aurelius Venport empieza a pesar en el ánimo de los titanes, especialmente en el de su líder Agamenón.
Vorian Atreides se encuentra con Abulurd Butler, nieto de Xavier Harkonnen, en Caladan. Vorian informa a su protegido Abulurd de la verdad en torno a la muerte de Xavier Harkonnen e Iblis Ginjo, lo que conduce al joven a reivindicar el apellido de su abuelo, decidiendo llamarse desde entonces Abulurd Harkonnen. Eso desagrada a su padre, Quentin Butler, y a sus hermanos Faykan y Rikov Butler, todos ellos militares de la Yihad. Tras reconquistar el planeta Honru en otra victoria sobre las máquinas, Rikov vuelve a su hogar en Parmentier, donde retoma sus responsabilidades como gobernador planetario. Quentin y Faykan vuelven a Salusa Secundus, planeta principal de la Liga de los Nobles.
Tras la muerte de su madre Zufa y su marido Aurelius, Norma Cenva continúa investigando para solucionar los problemas del plegado del espacio. Su consumo de melange va aumentando, y empieza a manifestar cambios fisiológicos que controla con los poderes que adquirió tras la agonía a que fue sometida por el titán Jerjes. Su hijo Adrien continúa dirigiendo la empresa familiar, VenKee Enterprises, que comprende el comercio de melange y la flota comercial. El lucrativo comercio de especia lleva a El'hiim, hijo de Selim Montagusanos y líder de los Free Men de Arrakis, a separarse de los principios y la visión de su padre, lo que disgusta a Ishmael, el antiguo esclavo zensunní de Poritrin que se casó con su madre a la muerte de Selim. 
La educación y seguridad de Gilbertus Albans se ha convertido en la prioridad para el robot Erasmo, quien se considera mentor del humano condicionado a pensar con la lógica y precisión de las máquinas, a quien denomina cariñosamente mentat. Yorek Thurr, al control del planeta Wallach IX por concesión de Omnius, sugiere a Agamenón expandir su incipiente imperio de los titanes atacando Hessra, el planeta donde residen los pensadores. Lerónica, la pareja de hecho de Vorian, ha envejecido, sus hijos no han aceptado a Vorian demasiado bien, y éste decide buscar los posibles descendientes que su azarosa vida en la Yihad le haya llevado a concebir.
Las máquinas atacan Parmentier con el retrovirus que han diseñado, y una terrible epidemia se extiende a toda velocidad entre la población, forzando a Rikov Butler a determinar la cuarentena del planeta, para evitar su propagación. Su hija Raina Butler sobrevive a la terrible infección, pero las alucinaciones provocadas por la fiebre la conducen a iniciar una nueva corriente de fanatismo que extiende la lucha contra las máquinas inteligentes a toda la tecnología existente. Vorian llega a Parmentier buscando sus descendientes, y encuentra el planeta asolado por la plaga. Entre los supervivientes se encuentra su nieta, Raquella Berto-Anirul, una doctora que atiende a los enfermos en estrecha colaboración con el reputado médico e investigador Mohandas Suk. Tras presentarse a su nieta, Vorian retorna a Salusa Secundus para comunicar la nueva amenaza al Consejo de la Yihad, mientras la epidemia se extiende a otro planetas de la Liga de los Nobles.
Tras los ataques virales, Erasmo consigue de Rekur Van otro clon acelerado de Serena Butler, pero los clones no han conseguido mostrar el carácter y la personalidad que antaño fascinaron al robot independiente. No obstante, Gilbertus se siente inmediatamente interesado en la joven, interés que el robot se afana en estudiar. En Parmentier, Raquella se da cuenta de que los consumidores de melange son menos propensos al contagio y que además mitiga los síntomas de la enfermedad. Esto provoca una inmediata reacción y reunión del Consejo de la Yihad. Ticia Cenva, la orgullosa hermana pequeña de Norma, líder de las Hechiceras de Rossak, ofrece su ayuda mediante la creación de un programa de recolección de muestras genéticas humanas para salvaguardar las principales líneas de sangre de la epidemia. Norma Cenva ofrece por su lado la flota comercial de VenKee para distribuir la melange necesaria por todos los planetas afectados, y el Patriarca de la Yihad, Xander Boro-Ginjo, anexiona Arrakis a la Liga de los Nobles y permite la explotación de melange a cualquiera que lo desee. Esto originó lo que se dio en llamar "fiebre de la especia", conduciendo a toda clase de aventureros, exploradores y contratistas hacia Arrakis para hacer fortuna.
Omnius decide montar una flota cuya superioridad numérica aplaste la resistencia que quede tras el exitoso ataque con el retrovirus, y para ello precisa sincronizar sus bases de datos con las de Erasmo, y exige la sincronización del mismo y su posterior eliminación. En previsión de ello, Gilbertus crea una copia de Erasmo, que reactiva tras la destrucción de la copia original. Quentin y Faykan Butler descubren una nave robot espía de Omnius, con información privilegiada sobre las fuerzas de la Yihad, obviamente en preparación de un nuevo ataque. El Consejo decide utilizar la tecnología de plegado del espacio por la urgencia de la crisis, y en un viaje relámpago a Corrin, descubren la flota en construcción. Vorian es reclamado por la Yihad durante el velatorio de Leronica, su pareja sentimental. Su propuesta frente al ataque que se avecina es un ataque sistemático con atómicas a todos y cada uno de los Planetas Sincronizados restantes, desprotegidos por la concentración de fuerzas del enemigo en Corrin, para eliminar la red de encarnaciones de la supermente, aprovechando las naves que Norma Cenva había tenido la previsión de preparar para el uso de la tecnología de plegado del espacio, y pese a los fatales errores persistentes en la misma.
La “Gran Purga”, como se conocería a partir de entonces esta fase de la Yihad, consiste en la sistemática eliminación salto a salto de todas las encarnaciones de Omnius. En cada salto las naves corren el riesgo de desaparecer por algún error de cálculo, con la consiguiente pérdida de vidas y recursos. Numerosos "martiristas", seguidores de Raina Butler, se unen a la flota de la Gran Purga, mientras los humanos se afanan en la evacuación de la población de Salusa Secundus, la capital de la Liga. Mientras tanto, las naves de Omnius avanzan hacia los planetas de la Liga de Nobles cuando el pensador Vidad, tras descubrir el ataque de los Titanes a Hessra, decide viajar a Corrin para pedir venganza contra los Titanes, y pone al corriente de los planes humanos a Omnius, que decide llamar de vuelta su flota.
Más de mil millones de esclavos humanos y humanos de confianza mueren durante los ataques a los Planetas Sincronizados. De las mil «ballestas» y «jabalinas» con las que habían comenzado la Gran Purga, quedan menos de trescientas cuando Vorian Atreides ordena el ataque final a Corrin, planeta capital de las máquinas pensantes. Cuando llegan se encuentran con la flota de exterminio de las máquinas protegiendo la última encarnación de Omnius, y sólo pueden extender una red de satélites que crean un escudo disruptor que impide la salida de las máquinas, encerradas en un último planeta. 
No pudiendo destruirlas, el cerco a las máquinas en Corrin se prolonga unos veinte años. Desde Corrin consigue escapar una nave, desperdigando una lluvia de torpedos dirigidos a varios planetas de la Liga. Los Titanes se deciden a expandir su incipiente imperio. Agamenón, Dante y Juno eliminan al maltrecho Beowulf y marchan sobre Wallach IX, donde reciben la visita de Quentin Butler, que viajaba para ayudar a los humanos que hubieran sobrevivido a los ataques atómicos de la Gran Purga, a quien secuestran y convierten en un cimek. Los torpedos llegan a Zimia y Rossak, resultando ser factorías de pequeños robots, insectos metálicos que atacan a la gente y recuperan materiales para que la factoría construya más de ellos. En Zimia, Vorian y Abulurd descubren un modo de eliminar la nueva «plaga» enviada por Omnius contra la Humanidad.
La preocupación de Norma por las pérdidas ocasionadas por los errores de la tecnología de plegado del espacio la ha conducido a un consumo cada vez mayor de melange, buscando en sus visiones la solución, el modo de substituir la velocidad de cálculo de las máquinas para reaccionar adecuadamente a las eventualidades que surgen en las rutas de viaje y producen los fallos en los saltos. Finalmente, en una epifanía producida por una ingesta masiva de melange, descubre que sólo la inmersión total, la dependencia total de la especie posibilitará la presciencia que permita prever los errores de las rutas de viaje, y evitar los accidentes en los plegados del espacio. Encerrada en una cámara inundada de gas de especia, su cuerpo muta y se transforma en el primer Navegante.
En Arrakis, el aumento del comercio de melange atrae a aventureros que finalmente intentan atacar el poblado de El'hiim, gente con la que negocian habitualmente, corroborando los peores augurios de Ishmael. Mientras, en Rossak surge un rebrote del retrovirus, mutado por el contacto con la riqueza y diversidad de material genético de las selvas. Mohandas Suk y Raquella Berto-Anirul acuden a ayudar a Rossak, aunque una orgullosa y reticente Ticia Cenva no facilita las cosas. La entrega de Raquella a su trabajo no hace más que incrementar las sospechas de Ticia, que ve amenazada su posición de liderazgo. Raquella conoce a Jimmak, uno de los Defectuosos, hijo de Ticia Cenva, quien le enseña los lugares escondidos y secretos de las selvas de Rossak, fuente de drogas y medicamentos.

## Referencia bibliográfica
- Brian Herbert, Kevin J. Anderson Dune: La Yihad Butleriana. Best Seller Debolsillo: Barcelona, 2005. ISBN 978-84-9793-672-9
- Brian Herbert, Kevin J. Anderson Dune: La cruzada de las máquinas. Best Seller Debolsillo: Barcelona, 2007. ISBN 978-84-8346-365-9
- Brian Herbert, Kevin J. Anderson Dune: La batalla de Corrin. Best Seller Debolsillo: Barcelona, 2007. ISBN 978-84-01-33636-2